# Championnat d'Uruguay de football 1906
Navigation
Édition précédente Édition suivante
| \| Montevideo: · CURCC · Teutonia · Nacional · Wanderers · Intrepido · Nacional B Montevideo \| Localisation des clubs engagés dans le championnat. |
| Montevideo: · CURCC · Teutonia · Nacional · Wanderers · Intrepido · Nacional B Montevideo                                                           |

La 6e édition du championnat d'Uruguay de football est remportée par le Montevideo Wanderers. C’est le tout premier titre du club, le premier qui échappe au duo CURCC et Nacional. Les Wanderers l’emportent avec 5 points d’avance sur le Central Uruguay Railway Cricket Club. Club Nacional de Football complète le podium. 
Le championnat passe de 5 à 6 équipes. L’Albion Football Club quitte la compétition à la suite d'une saison 1905 désastreuse. Intrepido et une équipe B du Nacional le remplacent.
Tous les clubs participant au championnat sont basés dans l’agglomération de Montevideo.

## Les clubs de l'édition 1906
| Club                                 | Stade         | Capacité | Ville      |
| ------------------------------------ | ------------- | -------- | ---------- |
| Central Uruguay Railway Cricket Club | Villa Peñarol | -        | Montevideo |
| Teutonia                             | -             | -        | Montevideo |
| Intrepido                            | -             | -        | Montevideo |
| Montevideo Wanderers Fútbol Club     | -             | -        | Montevideo |
| Club Nacional de Football            | -             | -        | Montevideo |
| Club Nacional de Football B          | -             | -        | Montevideo |

## Compétition

### Classement
Le classement est établi sur le barème de points suivant : victoire à 2 points, match nul à 1, défaite à 0.
| Rang | Équipe                    | Pts | J  | G | N | P  | Bp | Bc | Diff |
| ---- | ------------------------- | --- | -- | - | - | -- | -- | -- | ---- |
| 1    | Montevideo Wanderers      | 19  | 10 | 9 | 1 | 0  | 17 | 3  | +14  |
| 2    | CURCC T                   | 14  | 10 | 7 | 0 | 3  | 18 | 8  | +10  |
| 3    | Club Nacional de Football | 14  | 10 | 7 | 0 | 3  | 17 | 8  | +9   |
| 4    | Teutonia                  | 9   | 10 | 4 | 1 | 5  | 20 | 22 | -2   |
| 5    | Intrépido                 | 4   | 10 | 2 | 0 | 8  | 1  | 24 | -23  |
| 6    | Nacional B                | 0   | 10 | 0 | 0 | 10 | 2  | 12 | -10  |

| Légende : Qualifications et relégations | Légende : Qualifications et relégations |
| --------------------------------------- | --------------------------------------- |
|                                         | Champion d’Uruguay                      |
|                                         | Relégation en deuxième division         |
|                                         | T : Tenant du titre P : Promus          |

## Bilan de la saison
| Championnat d'Uruguay de football 1906                             |                                  |
| Champion                                                           | Montevideo Wanderers (1er titre) |
| Promotions et relégations                                          |                                  |
| Promus en Primera División                                         | Aucun                            |
| Relégués en Championnat d'Uruguay de football de deuxième division | Aucun                            |